# Stellaria hintoniorum
Stellaria hintoniorum är en nejlikväxtart som beskrevs av Billie Lee Turner. Stellaria hintoniorum ingår i släktet stjärnblommor, och familjen nejlikväxter. Inga underarter finns listade i Catalogue of Life.